# Grisu, der kleine Drache
Grisu, der kleine Drache ist die Hauptfigur einer in Italien unter dem Originaltitel Draghetto Grisù oder Grisù il draghetto von Nino und Toni Pagot (Amo Film/Fratelli Pagot) gestalteten Zeichentrickserie, die aus insgesamt 52 Episoden besteht, welche jeweils 10 Minuten lang sind. Für die deutsche Ausstrahlung wurden die Episoden zusammengefasst, so dass es 28 Episoden mit einer Laufzeit von je ca. 20 Minuten sind.
Die italienische Erstausstrahlung erfolgte 1972; im deutschen Fernsehen wurde die Serie 1977 zum ersten Mal gezeigt.
In Italien wurden einzelne Episoden damals auch auf Super 8 als Stummfilm und als Tonfilm in Farbe herausgegeben.

## Inhalt
Der Jungdrache Grisu (vom italien. grisù „Schlagwetter“) hat Streit mit seinem raubeinigen Vater Fumé (dt. Rauch), der seinen Sohn zu einem anständigen, furchterregenden und feuerspeienden Drachen erziehen möchte. Der leicht aus der Art geschlagene Grisu möchte aber viel lieber Feuerwehrmann werden; während Grisu auf eine freie Stelle bei der Feuerwehr wartet, betätigt er sich in unterschiedlichen Berufen, die ihm von seinen adeligen Gönnern, Sir Cedric McDragon und Lady Rowena McDragon, vermittelt werden. Allerdings kann er seine wahre Natur letztlich nicht verleugnen und steckt deshalb immer wieder seine Umgebung versehentlich in Brand.
Sein Vater Fumé arbeitet als Show-Drache für das örtliche Fremdenverkehrsamt. Er ist laut der Episode Die fliegende Ölsardine über 900 Jahre alt und Sohn des Drachen Zampirone (von italien. zampirone „Räucherkerze“). Auffällig ist, dass er bei Aufregung oder Traurigkeit ein rotes Auge bekommt.
In einigen Folgen taucht auch ein kleines, gelbes Drachenmädchen namens Kessie an der Seite von Grisu auf, das ein Gast vom Planeten Draconia ist. Von dort sind die Drachen einstmals auf die Erde gekommen.

## Synchronisation
Die Folgen 1–15 wurden zwischen 1977 und 1980 bei Simoton Film synchronisiert, während die Folgen 16–28 1986 bei der Deutschen Synchron in Berlin synchronisiert wurden. Die deutsche Synchronfassung entstand unter Regie und nach einem Dialogbuch von Eberhard Cronshagen.
| Charakter   | Deutscher Synchronsprecher                       |
| ----------- | ------------------------------------------------ |
| Grisu       | Oliver Rohrbeck, Simon Jäger                     |
| Fumé        | Arnold Marquis                                   |
| Sir Cedric  | Friedrich Schoenfelder, Lothar Blumhagen         |
| Lady Rowena | Agi Prandhoff                                    |
| Specht      | Horst Gentzen, Andreas Mannkopff                 |
| Stuffy      | Erich Fiedler, Gerd Duwner                       |
| Erzähler    | Joachim Cadenbach, Joachim Pukaß, Norbert Langer |

## In Deutschland
Grisu, der kleine Drache wurde in Deutschland erstmals am 3. Juli 1977 vom ZDF ausgestrahlt. Für die deutsche Ausstrahlung wurden die 52 zehn-minütigen Episoden auf 28 Episoden zusammengefasst, so dass jede Episode ca. 20 Minuten lang ist. Seit den 1990er Jahren wurde die Serie auf Sat.1, Nickelodeon und ProSieben wiederholt.
Grisu wird in der deutschen Fassung von Oliver Rohrbeck (Folgen 1–15) sowie von Simon Jäger (Folgen 16–28) synchronisiert, Fumé wird von Arnold Marquis gesprochen. Weiterhin wurde Sir Cedric von Friedrich Schoenfelder (Folgen 1–15) und Lothar Blumhagen (Folgen 16–28) gesprochen. Lady Rowena wurde von Agi Prandhoff synchronisiert. Die Musik der Serienfolgen stammte von Ferdinando Palermo.
2004 erschienen die ersten 14 Folgen auf zwei DVDs, 2007 und 2008 die restlichen Folgen. In den 1990er Jahren erschienen mehrere inzwischen vergriffene Videos und VCDs mit je einer oder zwei Folgen. Im Juni 2007 wurden alle 28 Folgen auf vier DVDs in einer auf 3000 Stück limitierten Sonderauflage herausgegeben. Am 11. September 2008 erschien eine DVD-Box mit vier DVDs mit allen 28 Folgen.

## Titel der Episoden
| - 1. Der Astronaut - 2. Der Zugführer - 3. Der Feuerwehrmann - 4. Die fliegende Ölsardine - 5. Der Geheimagent - 6. Der Kernphysiker - 7. Der Landwirt - 8. Allerlei Billiges - 9. Katastrophen über Katastrophen - 10. Rätselhaftes - 11. Vielerlei Berufe - 12. Gute Taten - 13. Glühende Hitze und eisige Kälte - 14. Paris, Paris | - 15. Reisen - 16. Ferne Länder - 17. Naturkatastrophen - 18. Unwetter - 19. Orientalisches - 20. Vulkane - 21. Liebe Verwandte - 22. Feuer - 23. Kriminelles - 24. Technisches - 25. Wunderwerke - 26. Fremde Völker - 27. Allerlei Lustiges - 28. Merkwürdiges |

## Verschiedenes

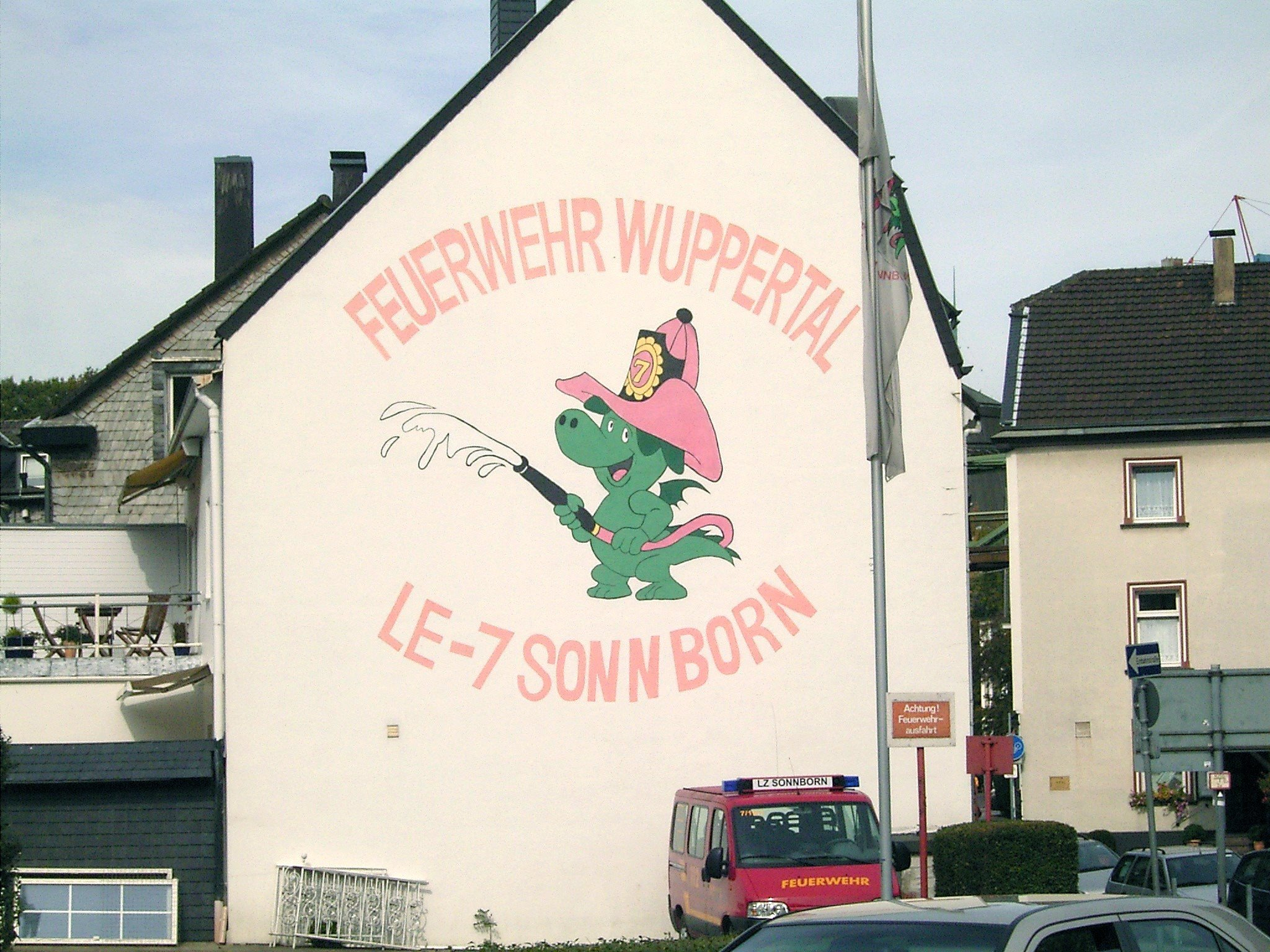
Die Feuerwehr Wuppertal hat an der kleinen Wache im Ortsteil Sonnborn einen „Feuerwehrdrachen“ verewigt

Obwohl nie offiziell als solches eingeführt, entwickelte sich die Figur des Grisu wegen seines fortwährenden Wunsches, Feuerwehrmann zu werden, als kleiner, grüner Drache mit Feuerwehrhelm vielerorts und insbesondere bei Jugendfeuerwehren bzw. Kinderfeuerwehren zum Maskottchen und ziert dort Feuerwehrhäuser, Kleidung, Accessoires und die Kinderfeuerwehr-Medaille des LFV Hessen.